# Dieter Gutknecht (Hydrologe)

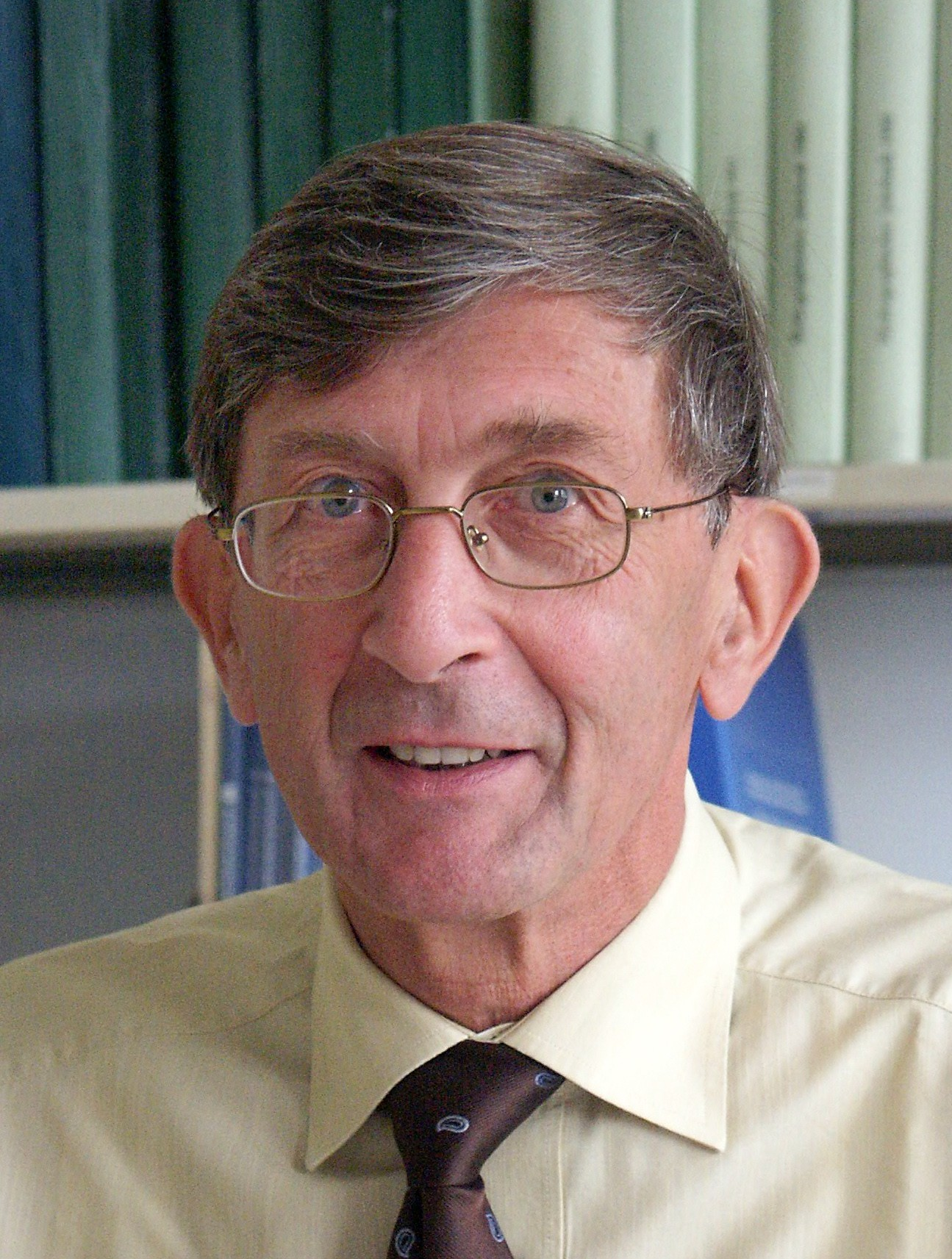
Dieter Gutknecht (2009)

Dieter Gutknecht (* 4. Februar 1939 in Salzburg) ist ein österreichischer Hydrologe und langjähriger Leiter des Instituts für Hydraulik, Gewässerkunde und Wasserwirtschaft an der TU Wien. Er gilt als einer der Begründer der wissenschaftlichen Hydrologie in Österreich.

## Leben
Gutknecht besuchte das Bundesrealgymnasium am Franz-Josef-Kai in Salzburg, wo er 1957 maturierte. Er studierte von 1957 bis 1964 Bauingenieurwesen an der Technischen Hochschule Wien. Von 1964 bis 1979 war er als Assistent am Institut für Hydraulik, Gewässerkunde und Wasserwirtschaft tätig. Gutknecht promovierte 1973. Von 1975 bis 1976 absolvierte er einen Forschungsaufenthalt am Massachusetts Institute of Technology (MIT). Er habilitierte 1978 zum Thema „Methoden der hydrologischen Kurzfristvorhersage“. Im Jahr 1980 erfolgte die Ernennung zum A.o. Universitätsprofessor. Von 1986 bis 1987 war er Gastdozent an der ETH Zürich. Gutknecht wurde 1989 zum Ordentlichen Universitätsprofessor ernannt und leitete von da an bis 2012 das Institut für Hydraulik, Gewässerkunde und Wasserwirtschaft (jetzt Wasserbau und Ingenieurhydrologie) an der TU Wien.
Dieter Gutknecht ist verheiratet und Vater von drei Kindern.

## Wissenschaftliche Arbeit
Die von Gutknecht entwickelten Modelle zur hydrologischen Vorhersage von Hoch- und Niederwässern und ihre praktische Umsetzung in operationelle Wasserstands- und Abflussvorhersagen werden mittlerweile an allen großen österreichischen Flüssen wie Drau, Gail, Salzach, Inn und Donau eingesetzt. Die österreichische Elektrizitätswirtschaft verwendet diese Vorhersageverfahren für die Einsatzplanung ihrer Wasserkraftwerke und für Entscheidungen beim Stromhandel.
Unter seiner wissenschaftlichen Leitung wurden am Institut eine Vielzahl von Projekten im Auftrag von und in Zusammenarbeit mit Bundesministerien, Landesregierungen, der Wildbach- und Lawinenverbauung und Kraftwerksgesellschaften durchgeführt. Weiters wurden Arbeiten zur Grundlagenforschung mit Finanzierung der Österreichischen Akademie der Wissenschaften, des Fonds zur Förderung der wissenschaftlichen Forschung sowie der Europäischen Union ausgeführt.
Ein wichtiges Anliegen war und ist Dieter Gutknecht die Förderung von Nachwuchswissenschafterinnen. So beteiligte er sich unter anderem am Pilotprojekt des Mentoringprogrammes der TU Wien von 2005 bis 2007. Im Rahmen dieses Programmes wurden von den Mentorinnen und Mentoren die Erfahrungen mit wissenschaftlichen Netzwerken und mit den universitären Institutionen weitergegeben.

## Ausgewählte Mitgliedschaften
- Korrespondierendes Mitglied der Österreichischen Akademie der Wissenschaften (mathematisch-naturwissenschaftliche Klasse) seit 1994[5]
- American Geophysical Union
- International Association for Hydro-Environment Engineering and Research (IAHR)
- International Association of Hydrological Sciences (IAHS)
- International Water Association (IWA)
- Staubeckenkommission
- Koordinator des Kooperationszentrum „Katastrophenvorbeugung und -management“ der TU Wien
- Wissenschaftlich-technischer Beirat der Interpraevent[6]

## Auszeichnungen
- 1973: Wissenschaftspreis des Landes Niederösterreich – Förderungspreis[7]
- Dr. h. c. University of Architecture, Geodesy and Civil Engineering Sofia
- Dub Medal der Slowakischen Technischen Universität Bratislava
- 2004: Großes Silbernes Ehrenzeichen für Verdienste um die Republik Österreich[8]
- 2019: Karl-Girkmann-Medaille für Verdienste um die Fakultät für Bauingenieurwesen der TU Wien[9]

## Ausgewählte Publikationen
- Vergleichende Untersuchungen zur Berechnung von Hochwasserabflüssen aus kleinen Einzugsgebieten. 1972 (Dissertation).
- Methoden der hydrologischen Kurzfristvorhersage. 1978 (Habilitationsschrift).
- On the development of "applicable" models for flood forecasting. In: F. H. M. Van den Ven, Dieter Gutknecht, D. P. Loucks, K. A. Salewicz (Hrsg.): Hydrology for the Water Management of Larger River Basins. IAHS Press, Wallingford 1991, S. 337–345 (englisch).
- Grundphänomene hydrologischer Prozesse. In: Dietmar Grebner (Hrsg.): Aktuelle Aspekte in der Hydrologie. ETH, Geographisches Institut, Zürich 1993, S. 25–38.
- Dieter Gutknecht, Géza Jolánkai, K. Skinner: Patterns and processes in the catchment. In: David M. Harper, Maciej Zalewski, Nic Pacini (Hrsg.): Ecohydrology. Processes, Models and Case Studies. CABI, Wallingford 2008, S. 18–29 (englisch).
- Tim Fischer-Antze, N. R. B. Olsen, Dieter Gutknecht: Three-dimensional CFD modeling of morphological bed changes in the Danube River. Band 44. Water Resources Research, 2008, S. W09422 (englisch).